# Тануси
Тануси (авар. ТIанус) — село в Хунзахском районе республики Дагестан. Административный центр сельского поселения Танусинский сельсовет. Малая родина экс-президента республики Дагестан М. Г. Алиева .

## История
Тануси входил в состав Аварского ханства. Был взят российскими войсками 15—16 сентября 1843 года.

## Население
| 1888 | 1895 | 1926 | 1939 | 1970 | 1989 | 2002 |
| ---- | ---- | ---- | ---- | ---- | ---- | ---- |
| 569  | ↗589 | ↘511 | ↗589 | ↘505 | ↘449 | ↗513 |
| 2010 | 2021 |      |      |      |      |      |
| ↘512 | ↗699 |      |      |      |      |      |

национальный состав
По данным Всероссийской переписи населения 2010 года — моноэтничное аварское село.

## Известные уроженцы
- Алиев Муху Гимбатович — президент республики Дагестан в 2006—2010 годах.
- Алиев, Шамиль Гимбатович — академический и общественный деятель Дагестана и России.
- Шамхалов, Шахрудин Магомедович — советский и дагестанский политический и партийный деятель.

## Инфраструктура
Администрация поселения, КОУ «Танусинская СОШ им. Ш. М. Шамхалова», ФАП, отделение почты.

## Транспорт
Село доступно автомобильным транспортом.